# ロン＝ル＝ソーニエ
ロン＝ル＝ソーニエ（Lons-le-Saunier）は、フランス東部の都市で、ジュラ県の県庁所在地である。日本語ではロン＝ル＝ソニエと表記されることもある。日本の仏和辞典では Lons の s を読まない発音記号が添えられていることもしばしばであり、英和辞典でも同様の発音記号を掲げているものがあるが、『ロベール仏和大辞典』（小学館）では、Lons の s を読む場合と読まない場合の2種類の発音記号が掲げられている。なお現地では「ロンス＝ル＝ソニエ」と発音する。
温泉町、発泡ワインの産地として知られる。

## 人口統計
| 1962年 | 1968年 | 1975年 | 1982年 | 1990年 | 1999年 | 2006年 | 2012年 |
| ------ | ------ | ------ | ------ | ------ | ------ | ------ | ------ |
| 15 924 | 18 769 | 20 942 | 20 105 | 19 144 | 18 483 | 17 879 | 17 353 |

source=1999年までLdh/EHESS/Cassini、2004年以降INSEE

## 出身著名人
- クロード＝ジョゼフ・ルジェ・ド・リール:フランス国歌ラ・マルセイエーズを作詞作曲した軍人

## 姉妹都市
ロン＝ル＝ソーニエは以下の姉妹都市を有している：
- オッフェンブルク（ドイツ連邦共和国）
- リプリー（英語版）（イギリス）